# Circolare notturna
Circolare notturna è un film del 2007 diretto da Paolo Carboni.
Ha vinto il premio "Kodak" miglior film e il premio delle meraviglie "Veronica Locatelli" al Festival internazionale del cortometraggio di Siena.

## Trama
Un documentario che incrocia a montaggio alternate le storie di cinque differenti persone. Nella Cagliari notturna, il tassista abusivo Mario, il pensionato ora pescatore Efisio, il rottamatore Cenzino, il PR Marcello e il manovale Vittorio raccontano la loro vita e anche i loro sogni. Mario è privo di licenza: deve arrangiarsi come può per trovare clienti che pesca soprattutto fra le prostitute e gli irregolari che preferiscono un abusivo come lui a un tassista in regola. Il suo sogno sarebbe quello di arrivare a normalizzare la propria situazione. Efisio, invece, gira anche lui nella notte per scovare tra i cassonetti gli oggetti buttati via che, ripuliti, lui rivende, magari agli stessi che li hanno gettati, come "modernariato". Marcello vive di notte per organizzare le serate in discoteca: una agendina fittissima di nomi, tante telefonate, tanti rapporti che finiscono quando finisce la notte e una concorrenza spietata. Efisio, pescatore di frodo per necessità, racconta come abbia dovuto per vivere lavorare per trent'anni in Rumianca, l'industria chimica che ha inquinato gli stagni intorno a Cagliari dove viveva e prosperava il pesce. Vittorio, il manovale, ha un sogno: quello di poter vivere con la propria musica e fare il bluesman a tempo pieno.

## Riconoscimenti
- 2008 - Festival internazionale del cortometraggio di Siena
  - Premio Kodak
- 2008 - Pentedattilo Film Festival
  - Miglior documentario [2]